# Dołynne (rejon bakczysarajski)
Dołynne (ukr. Долинне, ros. Долинное, Dolinnoje) – wieś na Ukrainie, w Autonomicznej Republice Krymu (de iure stanowiącej integralną część państwa ukraińskiego, w 2014 anektowanej przez Rosję i odtąd funkcjonującej jako Republika Krymu), w rejonie bakczysarajskim. W 2001 liczyła 1678 mieszkańców, wśród których 195 wskazało jako ojczysty język ukraiński, 1014 rosyjski, 436 krymskotatarski, 2 mołdawski, 4 bułgarski, 6 białoruski, 1 ormiański, 1 niemiecki, a 19 inny. Według spisu ludności przeprowadzonego przez okupacyjne władze rosyjskie populacja wsi w 2014 wynosiła 1551 osób.